# 24354 Caz
24354 Caz è un asteroide della fascia principale. Scoperto nel 2000, presenta un'orbita caratterizzata da un semiasse maggiore pari a 3,0391560 UA e da un'eccentricità di 0,1865795, inclinata di 5,35765° rispetto all'eclittica.
Il suo nome è l'acronimo di Christopher Allen Zimmerman (1989), studente premiato nel 2008 al concorso internazionale Intel per la scienza e l'ingegneria.